# Деал (Алба)
Деал (рум. Deal) насеље је у Румунији у округу Алба у општини Калник. Oпштина се налази на надморској висини од 501 m.

## Становништво
Према подацима из 2002. године у насељу је живело 425 становника, од којих су сви румунске националности.